# Turana kiwani
Turana kiwani är en insektsart som beskrevs av Otte, D. och R.D. Alexander 1983. Turana kiwani ingår i släktet Turana och familjen syrsor. Inga underarter finns listade i Catalogue of Life.